# Aluminiumantimonide
Aluminiumantimonide is een chemische metaalbinding tussen aluminium en antimoon. De roosterconstante bedraagt 0,61 nm. De band gap bedraagt bij een temperatuur van 300 K ongeveer 1,6 eV.
1. ↑  (en)  AZoM. Aluminium Antimonide (AlSb) Semiconductors. Gearchiveerd op 20 april 2021.